# Velebit
Velebit je vápencové pohoří ležící u chorvatského pobřeží Jaderského moře severně od přístavu Zadar. Je součástí dinárského systému. Pohoří má tvar mohutné hradby táhnoucí se ve směru severozápad – jihovýchod, tedy rovnoběžně s pobřežím.

## Historie
Pro chorvatské obrozence představovalo pohoří Velebit symbolickou hráz, která oddělovala kulturní centra země (Záhřeb a Dubrovník) fyzicky od sebe.
Chorvatská válka za nezávislost (1991–1995) se rovněž podepsala na vzhledu Velebitu. Na severních svazích pohoří se nacházely oblasti obývané Srby, kteří na počátku války vyhlásili tzv. Srbskou Krajinu, již chorvatská armáda až v průběhu ofenzivy v létě 1995 dobyla zpět. Dodnes jsou některé severní svahy mimo hlavní hřeben zaminované.

## Poloha
Administrativně pohoří spadá pod Zadarskou a Licko-senjskou župu. Na západě je pohoří ohraničeno Jaderským mořem, na východě je vymezeno Lickou krasovou plošinou. Severně položené sedlo Vratnik odděluje Velebit od pohoří Velika Kapela. Kaňon řeky Zrmanja tvoří jižní hranici. Svou celkovou délkou 145 km a šířkou až 100 km patří mezi jedno z nejmohutnějších pohoří Chorvatska. Zaujímá plochu 2 247 km², z toho 41 km² leží nad hranicí 1 600 m.

## Členění

### Severní Velebit
Severní Velebit se táhne od sedla Vratnik po sedlo Veliki Alan (1 412 m). V této části najdeme oblast Rožanski kukovi. Jedná se o divoký skalní labyrint skalnatých útvarů těch nejdivočejších tvarů. Také zde leží jedna z nejhlubších propastí na světě – Lukina jama (hloubka 1 392 m). V okolí turistické chaty u hory Zavižan leží známá Velebitská botanická zahrada soustřeďující veškerou flóru Velebitu.

### Střední Velebit
Střední Velebit se rozkládá mezi sedly Veliki Alan a Oštarijska Vrata (927 m). V této části hor leží údolí Štirovača dlouhé 8 km sevřené ze všech stran zalesněnými svahy, které je přírodní rezervací. Ve střední části Velebitu se nalézají výhledové vrcholy, jako je například Šatorina (1 624 m) a Bačić kuk (1 304 m).

### Jižní Velebit
Na jižním Velebitu se nachází nejvyšší vrcholy celého pohoří – Vaganski vrh (1 758 m) a Sveti Brdo (1 753 m). Největší atraktivitou jižní části masivu je národní park Velika a Mala Paklenica. Jižní Velebit končí vápencovým masivem Tulove grede nedaleko sedla Mali Alan (1 044 m).

## Významné vrcholy

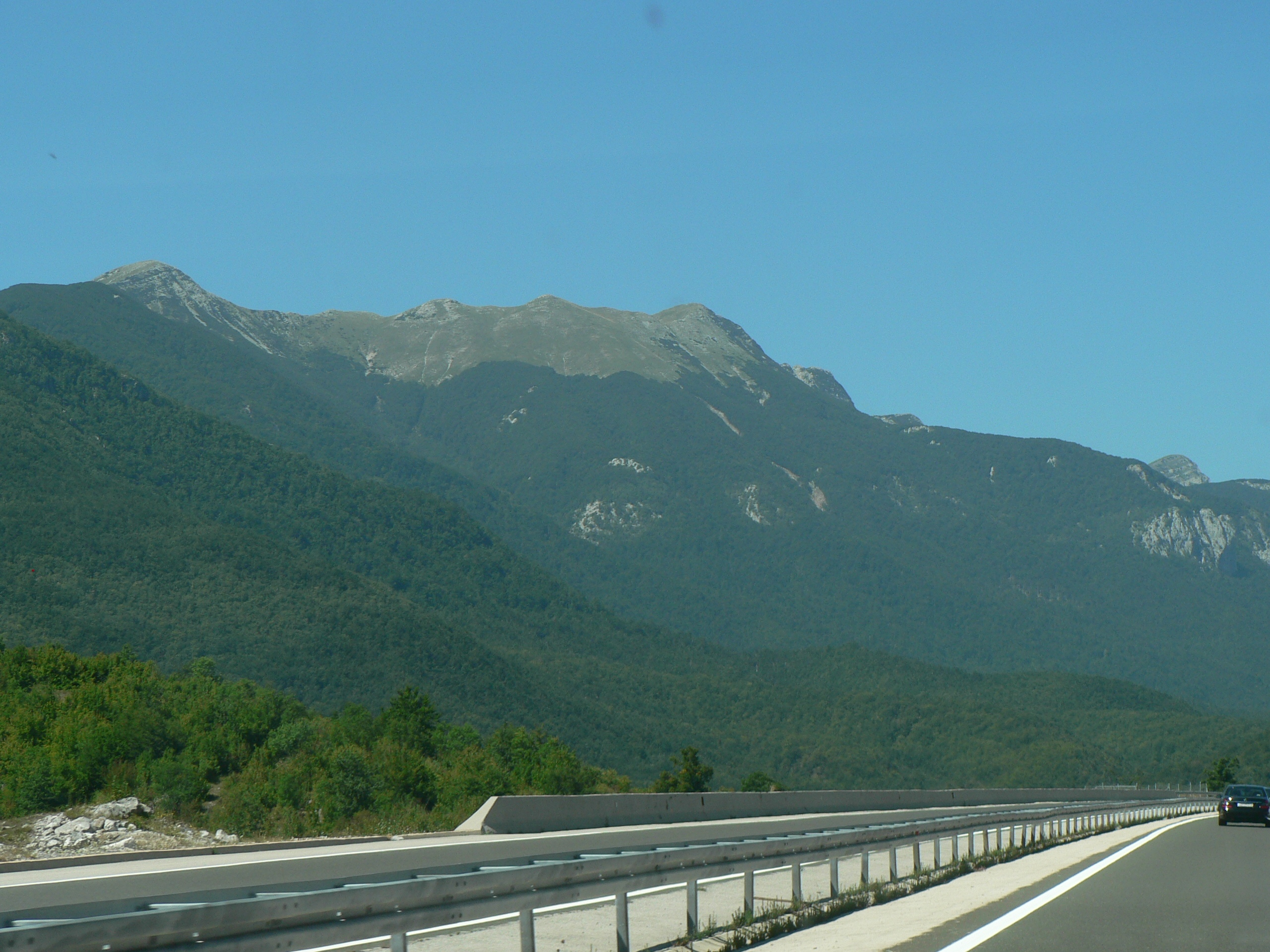
Sveto Brdo (1751 m) - druhý nejvyšší vrchol pohoří; pohled z dálnice A1

- Vaganski vrh (1 758 m)
- Sveti Brdo (1 753 m)
- Babin vrh (1 746 m)
- Segestin (1 725 m)
- Malovan (1 708 m)
- Mali Rajinac (1 699 m)
- Vratarski kuk (1 676 m)
- Zavižan (1 675 m)
- Novotnijev kuk (1 650 m)
- Hajdučki kuk (1 649 m)
- Bojin kuk (1 110 m)

## Vodstvo
Velebitem protéká malé množství povrchových toků a prameny často vysychají. Vzhledem k vápencovému reliéfu mají vodní toky podobu ponorných řek (Lika, Ričica). Ty se většinou vlévají do moře ve formě podmořských vyvěraček. Hlavním tokem je řeka Zrmanja, která ústí do Novigradského moře.

## Příroda

### Flóra
Pestrá flóru pohoří se dělí do dvou pásem – středoevropského a středozemního. Roste zde s velký počet endemických rostlin. Nejznámějším je Degenica velebitica, která roste na vrcholu Plan. Z ostatních rostlin na Velebitu rostou rododendrony, protěže a množstvím omamně vonících bylin, např. šalvěje.

### Fauna
Fauna na Velebitu je rovněž bohatá na endemické druhy, jako jsou brouci a motýli. Ze zástupců velkých šelem se zde žijí medvědi, jichž zde žije přibližně 80 jedinců. Vyprahlý vápencový terén je bohatý na výskyt hadů a to i jedovatých.

## Doprava
Pohořím prochází dálnice A1, která hlavní hřeben překonává 5,7 km dlouhým tunelem Sveti Rok. Pohoří také překonávají státní silnice D23, D25, D27 a D547.

## Turismus

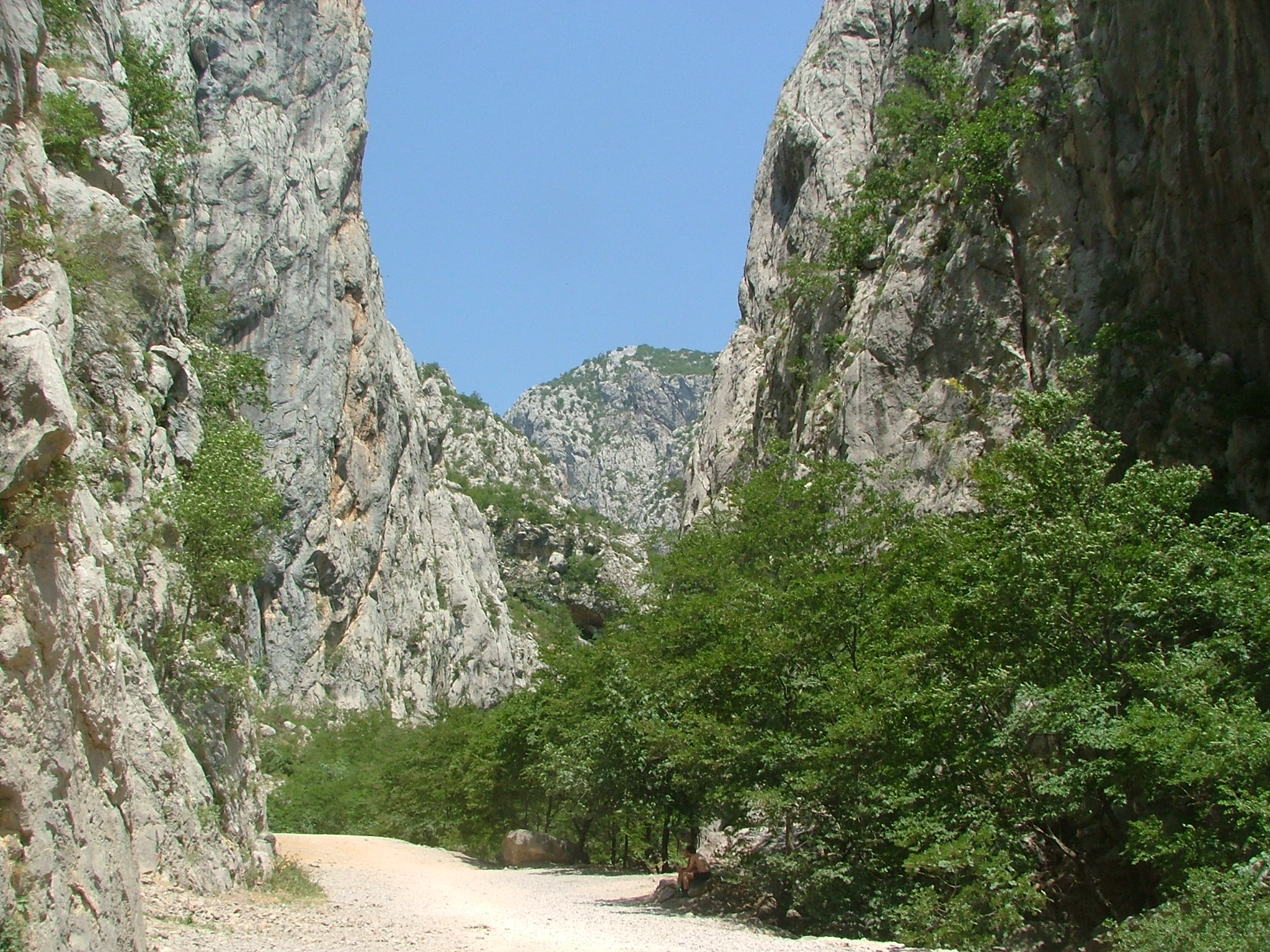
Národní park Paklenica

Turistika má na Velebitu dlouholetou tradici a pro Chorvaty pohoří představuje symbolickou hodnotu národních hor. Napříč horami vede přes 100 km dlouhá trasa, tzv. Velebitski planinarski put, který má 16 kontrolních bodů. V celém pohoří slouží v současnosti 10 horských chat, další 4 objekty jsou dočasně uzavřeny. Mimořádně pestrá příroda národního parku Paklenica přitahuje každoročně mnoho návštěvníků. Nejvyšší vrcholy, které jsou vzdálenější lokalitou, navštěvuje však velmi málo turistů.
- Národní park Severní Velebit – byl vyhlášen v roce 1999 na ploše 109 km², zahrnuje přírodní rezervace Hajdučki a Rožanski kukovi, Lukina jama, Visibaba, Zavižan - Balinovac - Velika kosa. Parkem prochází známá turistická stezka Premužićeva staza.
- Paklenica – dvě až 400 metrů hluboké soutěsky, sevřené mezi kolmé vápencové stěny. Svým způsobem ojedinělé kaňony Velika a Mala Paklenica jsou nejznámějším terénem pohoří Velebit. Pro své mimořádné přírodní bohatství a prostředí bylo celé území vyhlášeno v roce 1949 za národní park (Národní park Paklenica).